# 3.º Comando de Defensa Aérea
El 3.º Comando de Defensa Aérea (3. Luftverteidigungs-Kommando) fue una unidad de la Luftwaffe durante la Segunda Guerra Mundial.

## Historia
Fue formado el 1 de julio de 1938 en Leipzig. El 1 de agosto de 1939 es reasignado al 2.º Comando de Defensa Aérea. Reformado el 1 de agosto de 1939 en Hamburgo desde el 6.º Comando de Defensa Aérea. El 1 de septiembre de 1941 es reasignado a la 3.ª División Antiaérea.

## Comandantes
- Coronel Walter Feyerabend – (1 de agosto de 1938 – 1 de agosto de 1939)
- Teniente general Ottfried Sattler – (1 de agosto de 1939 – 15 de enero de 1940)
- Mayor general Wolfgang Rüter – (15 de enero de 1940 – 28 de febrero de 1940)
- Teniente general Theodor Spiess – (29 de febrero de 1940 – 31 de agosto de 1941)

### Jefes de Operaciones (Ia)
- Capitán Viktor von Unruh – (1 de julio de 1938 – 1 de agosto de 1939)
- Mayor Curt Röhr – (11 de enero de 1940 – 10 de abril de 1940)
- Mayor Curt von Lange – (10 de abril de 1940 – 1 de septiembre de 1941)

## Orden de batalla

### Unidades del 15 de noviembre de 1938
- I./23.º Regimiento Antiaéreo en Dresde
- 73.º Batallón Ligero Antiaéreo en Leipzig
- 3.º Regimiento Antiéreo (o) en Weimar con:
  - I./3.º Regimiento Antiaéreo en Gotha
  - Baterías Pesadas Antiaéreo en Jena-Rödigen
  - 86.º Batallón Ligero Antiaéreo en Weimar-Ettersberg
- 13.º Regimiento Antiaéreo en Leipzig con:
  - I./13.º Regimiento Antiaéreo en Leipzig
  - II./13.º Regimiento Antiaéreo en Merseburg
  - III./13.º Regimiento Antiaéreo en Wurzen
- 33.º Regimiento Antiaéreo en Halle/Saale con:
  - I./33.º Regimiento Antiaéreo en Halle/Saale
  - Baterías Pesadas Antiaéreo en Bitterfeld
  - III./38.º Regimiento Antiaéreo en Halle/Saale
- 43.º Regimiento Antiaéreo en Dessau-Kochstedt con:
  - I./43.º Regimiento Antiaéreo en Wittenberg
  - II./43.º Regimiento Antiaéreo en Dessau-Kochstedt
  - III./43.º Regimiento Antiaéreo en Dessau-Kochstedt

### El 1 de agosto de 1941 en Hamburg
- 16.º Regimiento Antiaéreo (o) (Grupo Antiaéreo Hamburg-Süd)
- 60.º Regimiento Antiaéreo (o) (Grupo Antiaéreo Hamburg-Ost?)
- 123.º Regimiento Antiaéreo (o)? (Grupo Antiaéreo Hamburg-Nord)
- 161.º Regimiento Antiaéreo (o) (Grupo de Proyectores Antiaéreo Hamburg)